# Józef Kruża
Józef Kruża (ur. 19 marca 1928 w Mieścinie, zm. 6 stycznia 1996 w Tczewie) – polski bokser, mistrz Europy.
Syn Jana. Boksował w latach 1945-1956 w klubach OM TUR Tczew, Zjednoczeni Bydgoszcz, Zjednoczeni Łódź, CWKS Warszawa i Wisły Tczew. Odniósł życiowy sukces podczas Mistrzostw Europy w Warszawie w 1953 zdobywając złoty medal w kategorii piórkowej. W finale (który odbywał się dzień po tym, gdy dowiedział się o śmierci swojego nowo narodzonego dziecka) pokonał Rosjanina, Aleksandra Zasuchina, wzbudzając euforię w Hali Mirowskiej.
Był dwukrotnym mistrzem Polski wadze piórkowej w 1952 i 1953. Dwa razy był też wicemistrzem: w 1947 w wadze koguciej i w 1949 w piórkowej. Cztery razy boksował w reprezentacji Polski w latach 1952–1954, odnosząc 2 zwycięstwa i ponosząc 2 porażki. Ogółem stoczył 255 walk (227 zwycięstw, 7 remisów i 21 porażek).
Największe sukcesy odniósł jako zawodnik CWKS Warszawa, zarówno indywidualnie jak i drużynowo, gdzie zdobył też dwukrotnie drużynowe mistrzostwo Polski w latach 1951/52 i 1952/53.
Po zakończeniu kariery pracował jako trener, głównie w klubach tczewskich, a także w Gedanii (1960-1962) i Stali Stalowa Wola (1962-1966) i Avii Świdnik, prowadził też młodzieżową reprezentację Polski. Trenował takich pięściarzy jak: Brunona Bendiga, braci Kosedowskich, Sakowskich, Rychłowskich, Wielgoszów, Jana Fabicha, Henryka Glinieckiego i Tadeusza Landowskiego.
Zajął 7. miejsce w Plebiscycie Przeglądu Sportowego 1953 (plebiscyt ten, jako jedyny, odbył się wiele lat po ocenianym roku, w 1988; laureatów wybierali znani działacze i dziennikarze sportowi). W 1953 został odznaczony Złotym Krzyżem Zasługi za zasługi i osiągnięcia w dziedzinie kultury fizycznej i sportu.
Od 2013 roku w Tczewie organizowany jest Międzynarodowy Turniej Bokserski im. Józefa Kruży.